# هلموت هالما
هلموت هالما (استونیایی: Helmut Hallemaa؛ زادهٔ ۳۰ ژوئن ۱۹۵۴)  سیاستمدار و نماینده سابق مجلس اهل استونی است.